# Jason Spezza
Jason Anthony Rocco Spezza, skraćeno Jason Spezza (Mississauga, Ontario, 13. lipnja 1983.) kanadski je profesionalni hokejaš na ledu. Desnoruki je napadač i igra na poziciji centra. Trenutačno nastupa za Ottawu Senators u National Hockey League (NHL). Spezza je nastupao u "Pizza" napadu, popularnom nazivu za napadačku liniju Heatley - Alfredsson - Spezza, prije odlaska Danyja Heatleya u San Jose.

## National Hockey League

### Ottawa Senators (2002. – 2005.)
Ottawa Senatorsi birali su Spezzu kao drugi izbor na draftu 2001. godine. Spezza se pridružio Sensima iz American Hockey League (svojevrsna 2. liga NHL) gdje je proveo veći dio sezone (2002./03.). Briljirao je u svojoj prvoj NHL utakmici, preporodivši napad Senatorsa, a svoj prvi NHL gol postigao je krajem listopada 2002. u porazu Ottawe od Philadelphije 2:1. Spezza je u rookie sezoni odigrao 33 utakmice za Sen'se i zabilježio 21 bod (7 golova, 14 asistencija), nakon čega je izborio mjesto u početnoj postavi. U prvoj punoj NHL sezoni (2003./04.) Spezza u napadu igrao s Alfredssonom i Hossom, i upisao 55 bodova (22 gola, 35 asistencija), dok je sezonu kasnije zbog štrajka igrača igrao u AHL-u za Binghamton Senators. Nakon jednogodišnje pauze Spezza se vratio u momčad Ottawe, ali s redizajniranom napadu. Hossa je otišao u Atlantu, a u suprotnom pravcu je stigao Dany Heatley. 

#### Stanleyjev kup finale (2007.)
U sezoni 2006./07. savršeno je funkcionirala prva napadačka linija Sen's Heatley - Alfredsson - Spezza, s iznimkama jer su tijekom prosinca Sen'si imali velikih problema s ozljedama (Spezza i Mike Fisher). Međutim, nakon njihovog oporavka "Pizza" napad odveo je Sen'se do velikog finala Stanleyjeva kupa, gdje ih je finalu zaustavila defanzivna napadačka linija Ducksa, R. Niedermayer - Påhlsson - Moen, te je kup otišao u Anaheim. Utakmicu sezone odigrao je krajem listopada 2006. protiv Toronto Maple Leafse, u kojoj je Spezza imao pogodak i četiri asistencije. Iste sezone upisao je 87 bodova, uz rekordnih 34 pogotka (najviše u karijeri). 

### Ottawa Senators (2007.- danas)
Nekoliko dana prije početka nove sezone (2007./08.) Senatorsi su Spezzu vezali dugoročnim ugovorom. Spezza je pristao na sedmogodišnju vjernost, što mu je na račun donijelo oko 50 milijuna dolara. Time je Ottawa zadržala sve zvijezdem nakon što je u rujnu šestogodišnji ugovor potpisao Dany Heatley, dok je kapetan D. Alfredsson još od ranije papirima vezan do 2012. godine. Spezza je do nove All-Star utakmice u Atlanti 2008. bio drugi u poretku iza Crosbyja među najboljim asistentima lige (37) i za All-Star uvršten je na klupu momčadi Istoka. Početkom veljače 2008. u velikoj utakmici Ottawe (6:1) nad Montrealom Spezza je postigao prvi hat-trick u karijeri i dodao tri asistencije za nevjerojatnih šest bodova. Sezonu je završio izjednačivši golovni saldo s 34 pogotka, ali i rekordnih 92 boda, najviše u karijeri. Međutim, Sen'si su još jedanput nakon odličnog regularnog dijela sezone razočarali u play-offu, izgubivši od kasnijih finalista Pittsburgha. Ljetna pauza bila je puna promjena za Ottawu; stigao je novi trener (Craig Hartsburg) i doveli/otpustili nekoliko igrača. U novoj sezoni (2008./09.) Spezza je bio često kritiziran zbog svojeg nezalaganja na pojedinim utakmicama, a na kratko je utišao kritike 12. prosinca 2008. kada je Ottawa ugostila Pittsburgh. Tada je odigrao najbolji susret sezone upisavši hat-trick i predvodio Senatorse do pobjede. Ottawa je usprkos jakoj momčadi igrala loše i bila jedno od najneugodnijih iznenađenja sezone, te su na kraju propustili play-off. Spezza se uklopio u "sivilo" momčadi odigravši svoju najslabiju sezonu u NHL-u osvojivši 72 boda (32 gola, 41 asistencija), a završetkom sezone raspao se "Pizza" napad, nakon što je Dany Heatley zatražio trade u otišao u San Jose. Za uzvrat su došli Milan Michalek i Jonathan Cheechoo, dok je najveće pojačanje stiglo dovođenjem Alexa Kovaljeva.
U sezoni 2009./10. zahvaljujući odličnoj formi Spezze, Ottawa je tijekom sredine sezone slavila u 11 utakmica zaredom. Spezza je tijekom tog perioda postigao 10. golova u 12 utakmica.

## Nagrade

### NHL
| Nagrada               | Godina |
| --------------------- | ------ |
| NHL All-Star utakmica | 2008.  |

## Statistika karijere

### Klupska statistika
| 1998./99.       | Brampton Battalion    | OHL             | 67  | 22  | 49  | 71  | 18  | —  | —  | —  | —  | —  |
| 1999./00.       | Mississauga Ice Dogs  | OHL             | 52  | 24  | 37  | 61  | 33  | —  | —  | —  | —  | —  |
| 2000./01.       | Mississauga Ice Dogs  | OHL             | 15  | 7   | 23  | 30  | 11  | —  | —  | —  | —  | —  |
| 2000./01.       | Windsor Spitfires     | OHL             | 41  | 36  | 50  | 86  | 32  | 9  | 4  | 5  | 9  | 10 |
| 2001./02.       | Windsor Spitfires     | OHL             | 27  | 19  | 26  | 45  | 16  | —  | —  | —  | —  | —  |
| 2001./02.       | Belleville Bulls      | OHL             | 26  | 23  | 37  | 60  | 26  | 11 | 5  | 6  | 11 | 18 |
| 2001./02.       | Grand Rapids Griffins | AHL             | —   | —   | —   | —   | —   | 3  | 1  | 0  | 1  | 2  |
| 2002./03.       | Binghamton Senators   | AHL             | 43  | 22  | 32  | 54  | 71  | 2  | 1  | 2  | 3  | 4  |
| 2002./03.       | Ottawa Senators       | NHL             | 33  | 7   | 14  | 21  | 8   | 3  | 1  | 1  | 2  | 0  |
| 2003./04.       | Ottawa Senators       | NHL             | 78  | 22  | 33  | 55  | 71  | 3  | 0  | 0  | 0  | 2  |
| 2004./05.       | Binghamton Senators   | AHL             | 80  | 32  | 85  | 117 | 50  | 6  | 1  | 3  | 4  | 6  |
| 2005./06.       | Ottawa Senators       | NHL             | 68  | 19  | 71  | 90  | 33  | 10 | 5  | 9  | 14 | 2  |
| 2006./07.       | Ottawa Senators       | NHL             | 67  | 34  | 53  | 87  | 45  | 20 | 7  | 15 | 22 | 10 |
| 2007./08.       | Ottawa Senators       | NHL             | 76  | 34  | 58  | 92  | 66  | 4  | 0  | 1  | 1  | 0  |
| 2008./09.       | Ottawa Senators       | NHL             | 82  | 32  | 41  | 73  | 79  | —  | —  | —  | —  | —  |
| Sveukupno - OHL | Sveukupno - OHL       | Sveukupno - OHL | 228 | 131 | 222 | 353 | 136 | 20 | 9  | 11 | 20 | 28 |
| Sveukupno - NHL | Sveukupno - NHL       | Sveukupno - NHL | 404 | 148 | 270 | 418 | 302 | 40 | 13 | 26 | 39 | 14 |

### Reprezentacija
| Godina              | Reprezentacija      | Natjecanje          |    | OU | G | A  | Bod | KM |
| ------------------- | ------------------- | ------------------- | -- | -- | - | -- | --- | -- |
| 2000.               | Kanada (juniori)    | SJP                 | 7  | 0  | 2 | 2  | 2   |    |
| 2001.               | Kanada (juniori)    | SJP                 | 7  | 3  | 3 | 6  | 2   |    |
| 2002.               | Kanada (juniori)    | SJP                 | 7  | 0  | 4 | 4  | 8   |    |
| 2008.               | Kanada              | SP                  | 9  | 1  | 2 | 3  | 0   |    |
| 2009.               | Kanada              | SP                  | 9  | 7  | 4 | 11 | 2   |    |
| Sveukupno - Juniori | Sveukupno - Juniori | Sveukupno - Juniori | 21 | 3  | 9 | 12 | 12  |    |
| Sveukupno - Seniori | Sveukupno - Seniori | Sveukupno - Seniori | 18 | 8  | 6 | 14 | 2   |    |

## Vanjske poveznice
- Profil na NHL.com
- Profil na The Internet Hockey Database